# 欧斯特里奇·伊什特万
欧斯特里奇·伊什特万（匈牙利語：Osztrics István，1949年12月25日—），匈牙利男子击剑运动员。他曾获得1972年夏季奥运会击剑比赛男子重剑团体金牌，他也参加了1976年和1980年夏季奥运会，两届奥运会均未获得奖牌。